# دورف (سرزمین میانه)

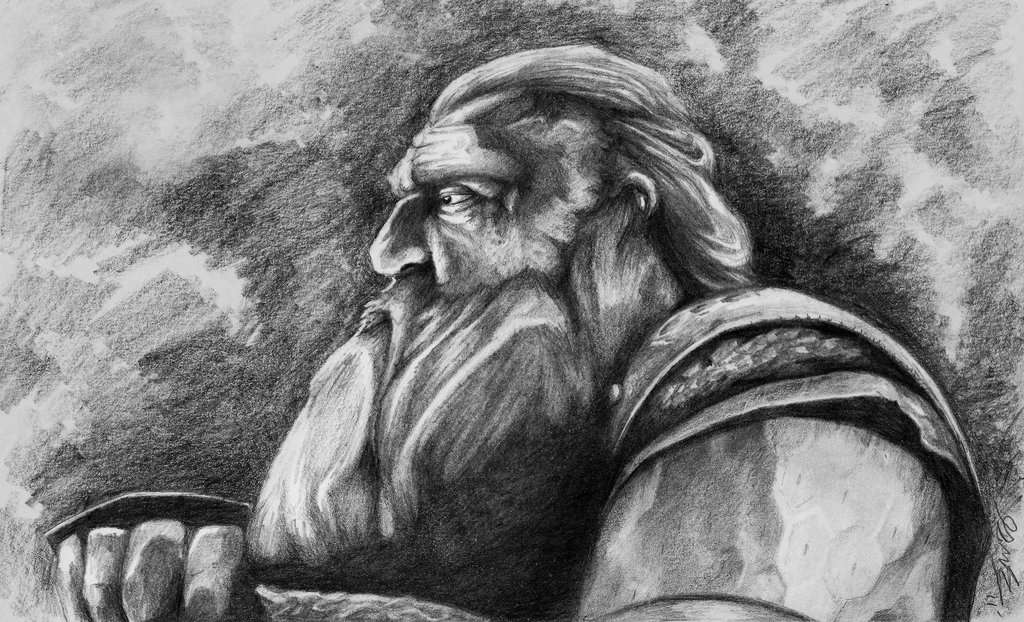
نقاشی گیملی پسر گلوین، هنرمند: پری نیکلاس اسمیت

کوتوله‌ها یا دورف‌ها در رشته‌افسانه‌های تالکین عبارتند از نژادی از موجودات سرزمین میانی، قارهٔ مرکزی زمین که بر پایهٔ افسانه‌های کوتوله‌ها در میان ژرمن‌ها آن‌ها ظاهری شبیه انسان دارند و فعالیت شان بیشتر به معدن کاری، ریخته‌گری و گوهرسازی مربوط می‌شود.
از کوتوله‌ها داستان‌هایی در کتاب‌های هابیت (۱۹۳۷)، ارباب حلقه‌ها (۱۹۵۴ تا ۵۵)، سیلماریلیون (۱۹۷۷)، افسانه‌های ناتمام (۱۹۸۰) و مجموعه داستان‌های تاریخ سرزمین میانی (۱۹۸۳ تا ۹۶) آمده‌است.

## پیدایش و گسترش
برخلاف الف‎ها و انسان‌ها ، دورف‌ها جزو فرزندان ایلوواتار به حساب نمی‌آیند. آنها توسط ماهال که به آئوله آهنگر نیز معروف است خلق شده‌اند. آئوله هفت پدر دورف‌ها را در ابتدا در جایی در سرزمین میانه خلق کرد. تمام دورف‌ها از این هفت نفر نشأت می‌گیرند. با این وجود، آئوله قدرتی قدسی برای دمیدن روحی مستقل در هیچ موجودی را در اختیار نداشت؛ از این رو از کار خود پشیمان گشته، به درگاه ایلوواتار رفته و از کار خود ابراز پشیمانی کرد و قول داد که آنها را نابود کند؛ در این لحظه صدای ایلوواتار به گوش آئوله رسید و پذیرفت که به مخلوقات آئوله روح و جانی مستقل عطا کند و آنها را در آرداجای دهد. ایلوواتار به آنها جانی مستقل داد و از آن پس دورف‌ها را فرزندخواندگان ایلوواتار نامیدند ولی می‌بایستی تا بیدار شدن الف‌ها به خواب فرو می‌رفتند.
هفت پدر دورف در مکان هایشان به صورت جفت‌هایی از خواب برخواستند؛ فایربردها (ریش قرمزها) و برودبیم‌ها (ابروپهن‌ها) در دامنه‌های کوه دولمد ، جاییکه آنها شهرهای نوگرود و بله‌گوست را بنا نهادند. استیفبردها (ریش‌صاف‌ها) ، بلاک‌لاک‌ها (مومشکی‌ها) و استون‌فوت‌‎ها (پاسنگی‌ها) در کوهستان سرخ ساکن شده و دورین اول که رئیس خاندان لانگبردها (ریش‌بلندها) بود در دامنه‌های گونداباد از خواب بیدار شدند. دورین اول در غارهایی بر فرازخلد-زارام ساکن شد که بعدها به عنوان بزرگترین قلمرو دورف‌ها یعنی خازاد-دووم شناخته شد.

### کتاب افسانه‌های گم شده
در کتاب افسانه‌های گم شده کوتوله‌های کمی حضور دارند اما همین تعداد بیشتر به عنوان موجوداتی شیطانی اند که برای اورک‌ها کار می‌کنند و با الف‌ها در جنگ‌اند.
کوتوله‌های داستان‌های تالکین برگرفته از افسانه‌های مردم ژرمن و اسکاندیناوی است مانند برادران گریم که معدن کاری و ریخته‌گری کوتوله‌های تالکین برگرفته از آن است.

### هابیت
شخصیت کوتوله‌ها در رمان هابیت به شدت دگرگون شد. در این رمان کوتوله‌ها موجوداتی شوخ و گاهی گیج نشان داده شدند که در عین حال به شدت قابل احترام اند و معدن کاران ماهری اند اما همچنان برخی ویژگی‌های منفی را همچنان دارند مانند عشق به طلا و ثروت، به شدت مغرور و گاهی فضول. در این بخش تالکین از شماری از داستان‌هایی که پیرامون مردم و تاریخ یهود خوانده بود الهام گرفته بود. اینکه کوتوله‌ها از سرزمین شان (از تنهاکوه) بیرون شده بودند و مجبور بودند در میان دیگر گروه‌های مردم زندگی کنند درحالی که سنت‌های خود را همچنان حفظ کرده بودند برگرفته از برداشت تالکین از مردم یهود است. نام‌های کوتوله‌ها تقریباً همه از ادای شاعرانه گرفته شده‌است.